# Пјано дел Канделијере (Рим)
Пјано дел Канделијере је насеље у Италији у округу Рим, региону Лацио.
Према процени из 2011. у насељу је живело 24 становника. Насеље се налази на надморској висини од 29 м.